# Sitowiec (roślina)
Sitowiec (Bolboschoenus) – rodzaj roślin z rodziny ciborowatych. Należy do niego w zależności od ujęcia systematycznego od 8 do 15 gatunków. Rodzaj jest niemal kosmopolityczny. Do polskiej flory należy gatunek rodzimy – sitowiec nadmorski (Bolboschoenus maritimus). W XXI wieku odkryto obecność roślin również dwóch innych, introdukowanych gatunków i mieszańca między nimi.

## Rozmieszczenie geograficzne
Rodzaj jest niemal kosmopolityczny. Brak jego przedstawicieli w strefie klimatu bardzo chłodnego i w strefie tropikalnej w obszarach zajmowanych przez wielkie kompleksy lasów tropikalnych. Największe zróżnicowanie gatunkowe rodzaju występuje w Ameryce Północnej i Azji wschodniej.
W Polsce rośnie jeden gatunek rodzimy – sitowiec nadmorski Bolboschoenus maritimus. Poza nim zarejestrowano w Polsce dwa gatunki obce i mieszańca między nimi:
- Bolboschoenus planiculmis (F. Schmidt) T. V. Egorova – antropofit[6]
- Bolboschoenus yagara (Ohwi) Y. C. Yang & M. Zhan – antropofit[6]
- Bolboschoenus ×laticarpus Marhold, Hroudová, Zákravský & Ducháček[6], mieszaniec B. yagara i B. planiculmis[8].

## Systematyka
Synonim taksonomiczny
- Schoenus subdiv. Bolboschoenus Ascherson, Fl. Prov. Brandenb. 1: 753. 1864[3]

Pozycja systematyczna według Angiosperm Phylogeny Website (aktualizowany system APG IV z 2016)
Rodzaj należy do rodziny ciborowatych (Cyperaceae) z rzędu wiechlinowców (Poales) stanowiącego jeden z kladów jednoliściennych (monocots). W obrębie rodziny należy do plemienia Fuireneae w obrębie podrodziny Cyperoideae.
Wykaz gatunków
- Bolboschoenus caldwellii (V.J.Cook) Soják
- Bolboschoenus capensis (Burm.f.) Holub
- Bolboschoenus fluviatilis (Torr.) Soják
- Bolboschoenus glaucus (Lam.) S.G.Sm.
- Bolboschoenus grandispicus (Steud.) Lewej. & Lobin
- Bolboschoenus laticarpus Marhold, Hroudová, Duchácek & Zákr.
- Bolboschoenus maritimus (L.) Palla – sitowiec nadmorski
- Bolboschoenus medianus (V.J.Cook) Soják
- Bolboschoenus nobilis (Ridl.) Goetgh. & D.A.Simpson
- Bolboschoenus novae-angliae (Britton) S.G.Sm.
- Bolboschoenus planiculmis (F.Schmidt) T.V.Egorova
- Bolboschoenus robustus (Pursh) Soják
- Bolboschoenus schmidii (Raymond) Holub
- Bolboschoenus stagnicola (Raymond) Soják
- Bolboschoenus yagara (Ohwi) Y.C.Yang & M.Zhan